# Blossblommor
Blossblommor (Cuphea) är ett släkte av fackelblomsväxter. Blossblommor ingår i familjen fackelblomsväxter.

## Bildgalleri

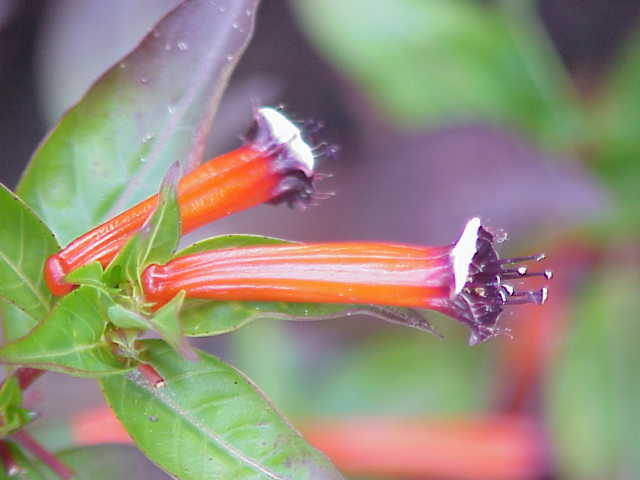
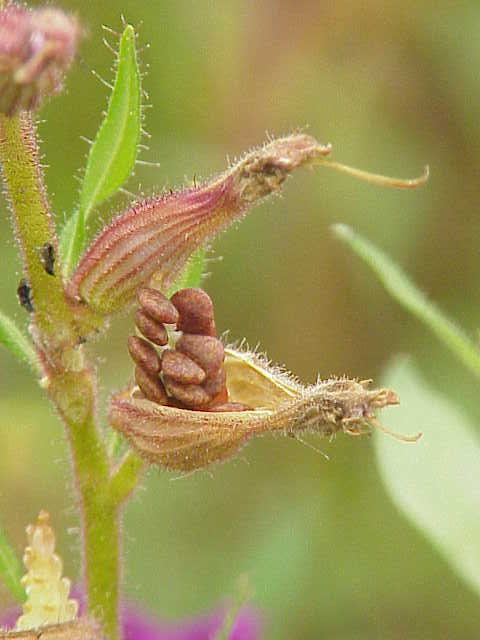
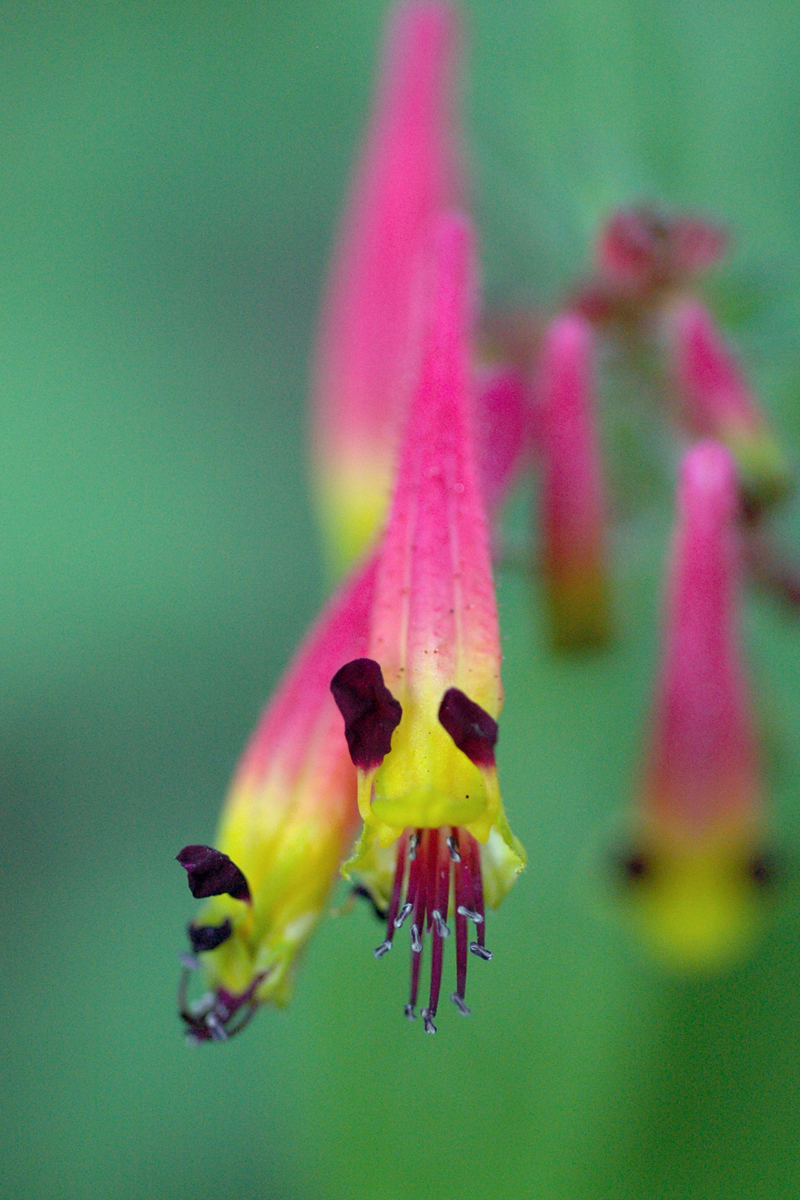
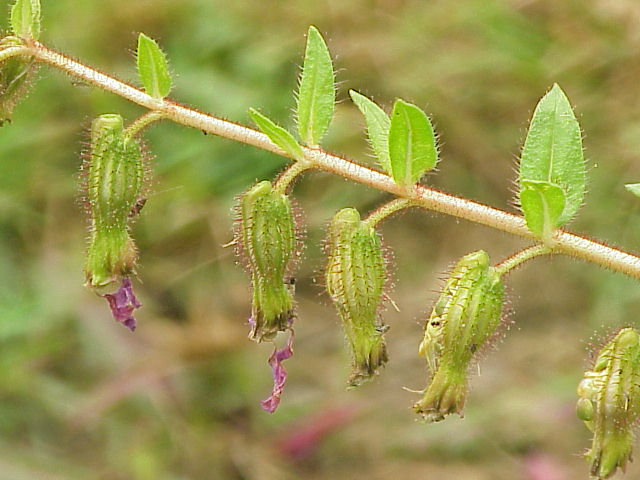

## Dottertaxa till Blossblommor, i alfabetisk ordning[1]
- Cuphea acicularis
- Cuphea acinifolia
- Cuphea acinos
- Cuphea adenophylla
- Cuphea aequipetala
- Cuphea alaniana
- Cuphea alatosperma
- Cuphea anagalloidea
- Cuphea anamariae
- Cuphea andersonii
- Cuphea angustifolia
- Cuphea anisoclada
- Cuphea annulata
- Cuphea antisyphilitica
- Cuphea aperta
- Cuphea appendiculata
- Cuphea apurensis
- Cuphea aquilana
- Cuphea arenarioides
- Cuphea aristata
- Cuphea armata
- Cuphea aspera
- Cuphea avigera
- Cuphea bahiensis
- Cuphea baillonis
- Cuphea beckiana
- Cuphea beneradicata
- Cuphea blackii
- Cuphea bolivariensis
- Cuphea bombonasae
- Cuphea bonplandii
- Cuphea brachiata
- Cuphea brachypoda
- Cuphea bracteolosa
- Cuphea bustamanta
- Cuphea caeciliae
- Cuphea caesariata
- Cuphea calaminthifolia
- Cuphea calcarata
- Cuphea callosa
- Cuphea calophylla
- Cuphea campestris
- Cuphea campylocentra
- Cuphea carajasensis
- Cuphea cardonae
- Cuphea carthagenensis
- Cuphea cataractarum
- Cuphea chiribiquetea
- Cuphea ciliata
- Cuphea cipoensis
- Cuphea circaeoides
- Cuphea concinna
- Cuphea confertiflora
- Cuphea congesta
- Cuphea cordata
- Cuphea corisperma
- Cuphea crassiflora
- Cuphea crudyana
- Cuphea crulsiana
- Cuphea cuiabensis
- Cuphea cunninghamiifolia
- Cuphea curiosa
- Cuphea cyanea
- Cuphea cylindracea
- Cuphea cyrilli-nelsonii
- Cuphea dactylophora
- Cuphea decandra
- Cuphea delicatula
- Cuphea denticulata
- Cuphea dibrachiata
- Cuphea diosmifolia
- Cuphea dipetala
- Cuphea disperma
- Cuphea distichophylla
- Cuphea dusenii
- Cuphea egleri
- Cuphea elliptica
- Cuphea empetrifolia
- Cuphea epilobiifolia
- Cuphea ericoides
- Cuphea exilis
- Cuphea ferrisiae
- Cuphea ferruginea
- Cuphea filiformis
- Cuphea flava
- Cuphea flavisetula
- Cuphea flavovirens
- Cuphea fluviatilis
- Cuphea froesii
- Cuphea fruticosa
- Cuphea fuchsiifolia
- Cuphea fuscinervis
- Cuphea galeatocalcarata
- Cuphea gardneri
- Cuphea gaumeri
- Cuphea glareosa
- Cuphea glauca
- Cuphea glaziovii
- Cuphea glossostoma
- Cuphea glutinosa
- Cuphea goldmanii
- Cuphea gracilis
- Cuphea grandiflora
- Cuphea hatschbachii
- Cuphea heteropetala
- Cuphea heterophylla
- Cuphea heydei
- Cuphea hirsutissima
- Cuphea hookeriana
- Cuphea humifusa
- Cuphea hyssopifolia
- Cuphea hyssopoides
- Cuphea ignea
- Cuphea iguazuensis
- Cuphea impatientifolia
- Cuphea inaequalifolia
- Cuphea inflata
- Cuphea ingrata
- Cuphea insolita
- Cuphea intermedia
- Cuphea jorullensis
- Cuphea karwinskii
- Cuphea killipii
- Cuphea koehneana
- Cuphea kuhneorum
- Cuphea laeviuscula
- Cuphea laminuligera
- Cuphea lanceolata
- Cuphea laricoides
- Cuphea lehmannii
- Cuphea leptopoda
- Cuphea linarioides
- Cuphea lindmaniana
- Cuphea linifolia
- Cuphea llavea
- Cuphea lobelioides
- Cuphea lobophora
- Cuphea loefgrenii
- Cuphea lophostoma
- Cuphea lucens
- Cuphea lutea
- Cuphea luteola
- Cuphea lutescens
- Cuphea lysimachioides
- Cuphea maigualidensis
- Cuphea mapiriensis
- Cuphea megalophylla
- Cuphea melanium
- Cuphea melvilla
- Cuphea mexiae
- Cuphea michoacana
- Cuphea micrantha
- Cuphea micropetala
- Cuphea mimuloides
- Cuphea myrtifolia
- Cuphea niederleinii
- Cuphea nitidula
- Cuphea nivea
- Cuphea nudicostata
- Cuphea odonellii
- Cuphea oreophila
- Cuphea origanifolia
- Cuphea ornithantha
- Cuphea ornithoides
- Cuphea ownbeyi
- Cuphea painteri
- Cuphea paradoxa
- Cuphea paranensis
- Cuphea parsonsia
- Cuphea pascuorum
- Cuphea patula
- Cuphea paucipetala
- Cuphea persistens
- Cuphea pertenuis
- Cuphea philombria
- Cuphea pinetorum
- Cuphea platycentra
- Cuphea pleiantha
- Cuphea pohlii
- Cuphea polymorpha
- Cuphea polymorphoides
- Cuphea potamophila
- Cuphea procumbens
- Cuphea pseudosilene
- Cuphea pseudovaccinium
- Cuphea pterosperma
- Cuphea pulchra
- Cuphea punctulata
- Cuphea purpurascens
- Cuphea quaternata
- Cuphea racemosa
- Cuphea radiaticaulis
- Cuphea ramosissima
- Cuphea ramulosa
- Cuphea rasilis
- Cuphea reitzii
- Cuphea repens
- Cuphea retrorsicapilla
- Cuphea retroscabra
- Cuphea rhodocalyx
- Cuphea rigidula
- Cuphea rionegrensis
- Cuphea riparia
- Cuphea rivularis
- Cuphea roseana
- Cuphea rotundifolia
- Cuphea rubescens
- Cuphea rubrovirens
- Cuphea rupestris
- Cuphea rusbyi
- Cuphea sabulosa
- Cuphea salicifolia
- Cuphea salvadorensis
- Cuphea santos-limae
- Cuphea scaberrima
- Cuphea scelopetala
- Cuphea schumannii
- Cuphea schwackei
- Cuphea sclerophylla
- Cuphea scolnikiae
- Cuphea seleri
- Cuphea sessiliflora
- Cuphea sessilifolia
- Cuphea setosa
- Cuphea sincorana
- Cuphea sordida
- Cuphea spectabilis
- Cuphea sperguloides
- Cuphea spermacoce
- Cuphea splendida
- Cuphea spraguei
- Cuphea spruceana
- Cuphea stenopetala
- Cuphea strigulosa
- Cuphea stygialis
- Cuphea subuligera
- Cuphea sucumbiensis
- Cuphea sunubana
- Cuphea swartziana
- Cuphea tarapotensis
- Cuphea teleandra
- Cuphea tenuissima
- Cuphea tetrapetala
- Cuphea thymoides
- Cuphea trichochila
- Cuphea trichopetala
- Cuphea trochilus
- Cuphea tuberosa
- Cuphea urbaniana
- Cuphea urens
- Cuphea utriculosa
- Cuphea vargasii
- Cuphea varia
- Cuphea warmingii
- Cuphea watsoniana
- Cuphea watsonii
- Cuphea vesiculigera
- Cuphea viscosa
- Cuphea viscosissima
- Cuphea wrightii
- Cuphea xanthopetala